# Chris Roberts (chanteur)
Pour les articles homonymes, voir Chris Roberts (homonymie) et Roberts.
Chris Roberts, nom de scène de Christian Franz Klusáček (né le 13 mars 1944 à Munich, mort le 2 juillet 2017 à Berlin) est un chanteur allemand.

## Biographie
Roberts était le fils d'une Allemande et d'un Yougoslave. Comme il est interdit à sa mère d'épouser un Yougoslave au moment du Troisième Reich, Chris Roberts n'a pas la citoyenneté allemande. Il est apatride pendant 72 ans et n'a demandé la nationalité allemande qu'en avril 2016, ce qu'il obtient en avril 2017.
En 1961, il termine une formation professionnelle en tant que mécanicien électrique puis va à l'école polytechnique jusqu'en 1963.
En 1964, Roberts est le premier batteur du groupe de rock'n'roll Blue Rockets, qui jouait les succès de Buddy Holly, Everly Brothers et Fats Domino. En 1966, il est découvert par Hans Bertram, qui lui obtient un contrat avec la maison de disques Polydor. Son premier single, le beat Baby’s Gone, et d’autres titres ne retiennent guère l'attention. En 1968, il présente, toujours sous le nom de Chris Robert, Wenn Du mal einsam bist qui prend la 15e place du Deutsche Singlecharts. Les suivants se classeront dans le top 10. Pendant ce temps, il fait de nombreuses apparitions à la télévision, y compris en RDA. Au début des années 1970, il est un acteur dans des films musicaux de son genre, le Schlagerfilm.
Quand il n'a de plus gros succès en 1973, Roberts passe chez Jupiter Records. Il obtient alors son plus grand succès, Du kannst nicht immer siebzehn sein. En 1974, le single figure dans les charts allemands pendant 28 semaines, dont douze semaines dans le top 10 et se hisse à la 3e place. Il veut profiter de ce succès pour être célèbre dans d'autres pays : Barbara (version néerlandaise de Wann liegen wir uns wieder in den Armen Barbara) et A mí me gusta la vida (version espagnole de Ich bin verliebt in die Liebe). Malgré de nombreuses autres publications jusqu'au début des années 1980, il ne renouvelle pas ce succès.
Roberts vend plus de onze millions de disques au cours de sa carrière.
Au milieu des années 1970, Roberts est également producteur de musique et auteur-compositeur. En 1979, il participe à la version allemande de la comédie musicale Sweet Charity.
Au Concours Eurovision de la chanson 1985, il représente le Luxembourg avec la chanson trilingue Children, Kinder, Enfants dans le cadre d'un sextuor qui comprend également Margo, Franck Olivier, Diane Solomon, Ireen Sheer et Malcolm Roberts. Le groupe obtient la 13e place sur 19 participants.
En 1987, il participe à l'ensemble vocal Wir für Euch (groupe) qui sort l'album Insel der Liebe.
De 1989 à 2013, il est marié à la chanteuse et actrice pop Claudia Roberts, avec qui il a un fils et une fille ; il a un autre fils de son premier mariage.
À la fin de sa vie, il réside à Nümbrecht en Rhénanie du Nord-Westphalie. Roberts meurt d'un cancer du poumon à l'hôpital universitaire de la Charité de Berlin. Sa tombe est dans l'ancien cimetière Saint-Matthieu de Berlin.

## Discographie
Albums
- Die Maschen der Mädchen (1970)
- Zum Verlieben (1971)
- Chris Roberts (1971)
- Die großen Erfolge (1972)
- Hab’ Sonne im Herzen (1972)
- Verliebt in die Liebe (1972)
- Die Maschen der Mädchen (1972)
- Eine Freude vertreibt 100 Sorgen (1973)
- Wenn jeder Tag ein Sonntag wär… (1973, mit Ireen Sheer)
- Du kannst nicht immer siebzehn sein (1974)
- Ein paar schöne Stunden (1974)
- Ich mach ein glückliches Mädchen aus dir (1975)
- Du wirst wieder tanzen geh’n (1976)
- Fröhliche, fröhliche Weihnachtszeit (1976)
- CR (1978)
- Chris & Friends (1980)
- Hautnah (1984)
- Hinter den Wolken (1995)
- Dezember (2000)
- Momente (2002)

Albums
- Baby’s Gone / Anytime (1966) (sous le nom de Chris Robert)
- Welchen Weg soll ich gehen / Gib mir eine Chance (1967) (sous le nom de Chris Robert)
- Wenn Du mal einsam bist / Nur die Liebe ist gut (1968) (sous le nom de Chris Robert)
- Choo Choo Train / Seit ich dich gesehen (1968)
- Der große Hit / Unser Geheimnis geht niemand was an (1969)
- Die Maschen der Mädchen / Vorbei, vorbei (1969)
- Ein Mädchen nach Maß / Du bist nicht mit Gold zu bezahlen (1970)
- Ich bin verliebt in die Liebe / Dein Teddybär (1970)
- Mein Name ist Hase / Deine Schokoladenseite (1971)
- Hab’ ich Dir heute schon gesagt, daß ich Dich liebe / Ich bin so happy (1971)
- Hab’ Sonne im Herzen / Eine Fuge von Bach (1972)
- Love Me / Genauso wie du (1972)
- Mein Schatz, Du bist ’ne Wucht / Du ahnst es nicht (1972)
- Eine Freude vertreibt 100 Sorgen
- Warum (1973)
- Marlena (1973)
- Du und ich allein (1974)
- Du kannst nicht immer siebzehn sein / Ein Sonntag im Englischen Garten (1974)
- Ich mach’ ein glückliches Mädchen aus Dir (1974)
- Mit Liebe durch den Winter (1975)
- Du wirst wieder tanzen gehen (1975)
- Du, sag einfach du (1975)
- Do You Speak English? (1976)
- Hier ist ein Zimmer frei (1976)
- Wann liegen wir uns wieder in den Armen, Barbara (1977)
- Du bist mein Mädchen (1978)
- Ich tausch den Sommer gegen 7 Tage Regen (1978)
- Komm, leg Deinen Kopf an meine Schulter (1979)
- Hals über Kopf verliebt (1979)
- Easy Hours / Ride on a Rainbow (Chris & Friends) (1980)
- Wo warst Du? (1980)
- Hörst Du, sie spielen unser Lied (1981)
- Mensch Mausi (1982)
- Ich bin an Deiner Seite (1983)
- Fantasia (1984)
- Ich vermiss’ Dich (avec Claudia Roberts, 1990)
- Wenn Du fühlst, was ich fühl’ (2002)
- Was du jetzt nicht siehst (2012)

## Filmographie
- 1968 : Familie Musici (TV)
- 1970 : Wenn die tollen Tanten kommen (de)
- 1970 : Quand les profs s'envolent
- 1970 : Musik, Musik – da wackelt die Penne (de)
- 1971 : Tante Trude aus Buxtehude
- 1971 : Rudi, benimm dich! (de)
- 1971 : Hochwürden drückt ein Auge zu (de)
- 1972 : Meine Tochter – Deine Tochter (de)
- 1972 : Immer Ärger mit Hochwürden
- 1972 : Mensch ärgere dich nicht (de)
- 1973 : Wenn jeder Tag ein Sonntag wär
- 1981 : Musikladen extra (TV)
- 1983 : Sunshine Reggae auf Ibiza (de)
- 1992 : Die Zwillingsschwestern aus Tirol (de) (TV)
- 1993 : Almenrausch und Pulverschnee (de) (série télévisée)
- 2015 : A relaxter Sommer